# Natsumi Ando
Natsumi Ando安藤なつみAndō Natsumi ({{{2}}}) (Nagoya, 27 januari 1970) is een Japanese mangaka. Haar bekendste werken zijn Zodiac P.I. en Kitchen Princess, waarmee ze de Kodansha Manga Prijs won.

## Werken
- (1998) Tsuiteru ne Hijiri-chan (ツイてる ね 聖ちゃん)
- (1999) Smile de Ikō (スマイル で いこう)
- (2000) Maria Ppoino! (マリアっぽいの)
- (2001) Jūnikyū de Tsukamaete (十二宮でつかまえて);  Engelse vertaling: Zodiac P.I. (2003)
- (2003) Tamete Misema Show! (貯めて みせま ショウ!)
- (2003) Wairudo Damon (ワイルド だもん); Engelse vertalingWild @ Heart (2010)
- (2005) Kitchen no o-Hime-sama (キッチンのお姫さま); Engelse vertaling: Kitchen Princess (2007)
- (2009) Arisa (ARISA<アリサ>); Engelse vertaling: Arisa (2010)

- Gemeinsame Normdatei: 131407414
- International Standard Name Identifier: 0000 0000 4144 1583
- Library of Congress Control Number: n2005047252
- Bibliotheek van het Japanse parlement: 00711809
- Nationale bibliotheek van Australië: 57598153
- Trove: 1687105
- Virtual International Authority File: 52820194
- WorldCat: E39PBJckVPjPQPHY6jMYQmR9Xd